# فابیان بیلینسکی
فابیان بیلینسکی (به اسپانیایی: Fabián Bielinsky)‏ (۱۹۵۹–۲۰۰۶) کارگردان و فیلمنامه‌نویس آرژانتینی بود. وی تنها دو فیلم سینمایی بلند با نام‌های ناین کوئینز در سال ۲۰۰۰ و اوهام در سال ۲۰۰۵ ساخت و با همین دو فیلم به عنوان یکی از کارگردانان قابل آرژانتین و آمریکای لاتین مطرح شد.
وی برای این دو درام جنایی ناین کوئینز و اوهام جوایز متعددی را از جشنواره‌های بین‌المللی کسب کرد. از جمله جایزه شاهرخ طلایی بهترین کارگردانی و بهترین فیلمنامه اوریژینال انجمن منتقدان سینمایی آرژانتین را در سال ۲۰۰۰ برای ناین کوئینز و در سال ۲۰۰۵ برای اوهام، جایزه فیلم منتخب بینندگان جشنواره بین‌المللی فیلم پورتلند، و جوایز بهترین کارگردانی و فیلم منتخب بینندگان جشنواره بوگوتا برای ناین کوئینز و جایزه فیپرشی بهترین فیلم جشنواره هاوانا و جایزه بهترین کارگردان جشنواره کارتاجنا برای اوهام. اوهام همچنین نامزدی بهترین کارگردانی را در جشنواره فیلم سن‌سباستین برای بلینسکی به ارمغان آورد و در سال ۲۰۰۵ نماینده آرژانتین برای شرکت در رقابت بهترین فیلم خارجی زبان در اسکار بود.
بیلینسکی که سوم فوریه ۱۹۵۹ در بوئنوس آیرس پایتخت آژانتین زاده شده بود، روز ۲۸ ژوئن سال ۲۰۰۶ در ۴۷ سالگی در شهر سائوپائولوی برزیل بر اثر حمله قلبی درگذشت. او فیلمنامه دو فیلم مجرم اثر گرگوری ژاکوبز و خواب‌گرد اثر فرناندو اسپینر را هم نوشته بود و به عنوان دستیار کارگردان در ساخت هفت فیلم سینمایی مشارکت داشت.